# Electric Fields
Electric Fields is een Australische muziekgroep.

## Biografie
Electric Fields bestaat uit zanger Zaachariaha Fielding en toetsenist Michael Ross. Het duo maakt een mix van soul en electropop, vermengd met Aboriginalcultuur, met teksten in het Engels en in de Pama-Nyungaanse talen Pitjantjatjara en Yankunytjatjara.
Voordat Fielding en Ross in 2015 hun samenwerking als muzikaal duo startten, studeerde Fielding inheemse muziek aan de Universiteit van Adelaide, en haalde hij in 2014 de finale van The Voice Australia. Ross stond langere tijd onder contract bij Keytone Records als Mikkie Ross, en ondersteunde artiesten als Kate Miller-Heidke en Amanda Palmer.
Hun debuutsingle Inma verscheen in 2016. In 2017 won Electric Fields de prijs voor beste nieuwkomer bij de National Indigenous Music Awards.
In 2019 nam Electric Fields deel aan de Australische preselectie voor het Eurovisiesongfestival. Met het nummer 2000 and whatever eindigde het duo als tweede. Vijf jaar later werd Electric Fields door SBS voorgedragen om Australië te vertegenwoordigen op het Eurovisiesongfestival 2024 in Malmö, Zweden. Het lukte de groep niet om door te stoten naar de finale.
2015: Guy Sebastian · 
2016: Dami Im · 
2017: Isaiah · 
2018: Jessica Mauboy · 
2019: Kate Miller-Heidke · 
2021: Montaigne · 
2022: Sheldon Riley · 
2023: Voyager · 
2024: Electric Fields · 
2025: Go-Jo